# Frumusețea diavolului
Frumusețea diavolului (titlul original: în franceză La Beauté du diable) este un film dramatic franco-italian, realizat în 1950 de regizorul René Clair după romanul Faust de Goethe ai cărui protagoniști sunt Michel Simon și Gérard Philipe. Coloana sonoră a filmului este semnată de Roman Vlad care a fost premiată cu „Panglica de argint”.

## Distribuție
- Michel Simon - Mephisto / bătrânul profesor Heinrich Faust
- Gérard Philipe - tânărul Heinrich Faust / tânărul Mephisto
- Nicole Besnard - țigăncușa Margarethe
- Simone Valère - principesa
- Carlo Ninchi - principele
- Raymond Cordy - servitorul Antoine
- Tullio Carminati - diplomatul
- Paolo Stoppa - funcționarul
- Gaston Modot - țiganul

## Premii și nominalizări
- 1950 - Nastro d'argento
  - Cea mai bună coloană sonoră lui Roman Vlad pentru întrega sa operă
  - Cea mai bună scenografie lui Aldo Tommasini și Léon Barsacq
  - Cel mai bun actor străin lui Michel Simon
- 1951 - Premii BAFTA
  - Nominalizare pentru Cel mai bun film
- 1952 - National Board of Review
  - Cel mai bun film străin